# Dirigentska palica
Dirigentska palica je laki, kratki štap (palica) kojim dirigent upravlja, to jest rukovodi, instrumentalnim ili vokalnim glazbenim izvođenjem.

## Povijest
Određenim predmetima od drveta i kosti se još u prvom mileniju prije nove ere davao ritam. To su preteče dirigentskih palica. Prve palice bile su priručni zgodni oblici koji su se našli pri neposrednom izvođenju muzike (violinska gudala). Prve palice u modernom smislu te riječi vezuju se za 19. stoljeće između 1820. i 1840. godine. Bili su to dugi uski konusni drveni štapići s tri prstena na debljem dijelu koji su imali ulogu drške. Od 1833. godine, zahvaljujući Felixu Mendelssohnu, palica je u redovnoj upotrebi u Londonskoj filharmoniji.

## Opis
Dirigentska palica je štap valjkastog konusnog oblika dužine od 38 do 71 cm, težine od četiri do deset grama debljim krajem usađena u dršku. Sam štap je od svjetlog drveta, fiberglasa ili karbonskih vlakana, a drška, po kojoj se palice uglavnom i razlikuju, je ovalna, kuglasta ili cilindrična, načinjena od ebanovine, pluta ili gume.(Najčuvenije palice su „Maestro“. Njihove drške su načinjene od slonovače i s uloškom od alumininij.

## Upotreba
Palica nije neophodna dirigentu u izvođenju glazbenog djela i on je koristi po vlastitom nahođenju. Drži se između palca i prva dva prsta oslonjena na dlan, najčešće desne ruke. Ljevacima se predlaže da palicu drže u desnoj ruci.

## Izrada
Poslije finog struganja, brušenja i šmirglanja štap se usađuje u pripremljenu dršku i lijepi. Poslije lakiranja u dršku palice se utiskuje logo firme.

## Vanjske poveznice
- Dirigentske palice sa tradicijom, Deutsche Welle, 22. listopada 2012.